# Флеш Валонь 2021
85-й выпуск  Флеш Валонь — шоссейной однодневной велогонки по дорогам Бельгии. Гонка прошла 21 апреля 2021 года в рамках Мирового тура UCI 2021. Победу одержал французский велогонщик Жюлиан Алафилипп.

## Участники
Автоматически приглашения на гонку получили 19 команд категории UCI WorldTeam, две лучшие команды прошлого сезона категории UCI ProTeam Alpecin-Fenix и Arkéa Samsic. Также организаторы пригласили ещё 4 команд категории ProTeams.
Однако за несколько часов до старта гонки с неё в полном составе была снята команда UAE Team Emirates, из положительного теста на COVID-19 у двух её представителей — гонщика Диего Улисси и одного из сотрудника команды. Таким образом в гонке приняло участие 24 команды.
| UCI WorldTeams (19)- AG2R Citroën Team - Astana-Premier Tech - Bahrain Victorious - Bora-Hansgrohe - Cofidis - Deceuninck-Quick Step - EF Education-Nippo - Groupama-FDJ - Ineos Grenadiers - Intermarché-Wanty-Gobert Matériaux - Israel Start-Up Nation - Jumbo-Visma - Lotto Soudal - Movistar Team - Team BikeExchange - Team DSM - Qhubeka Assos - Trek-Segafredo - UAE Team Emirates UCI ProTeams (6)- Alpecin-Fenix - Arkéa-Samsic - Bingoal Pauwels Sauces WB - Delko - Gazprom-RusVelo - Sport Vlaanderen-Baloise |
| |

## Маршрут
Спустя девять лет старт снова состоялся в Шарлеруа, что повлекло изменение начальных подъёмов. А финиш традиционно располагался в Юи на вершине подъёма одноимённого подъёма. После старта гонщикам сначала нужно было преодолеть 130 км с пятью категорийными подъёмами до Юи, где следовало первое преодоления финишной линии. Затем дважды предстояло преодолеть финальный круг протяжённостью 31,8 км с тремя категорийными подъёмами. Финиш находился на вершине подъёма Мюр де Юи.
Общая протяжённость дистанции составила чуть менее 200 км с 12 категорийными подъёмами и суммарным набором высоты почти в 3000 м.
| №  | Название                   | Км от старта | Длина (м) | Средний % | Км до финиша |
| -- | -------------------------- | ------------ | --------- | --------- | ------------ |
| 1  | Côte de Yvoir              | 51,5         | 2100      | 6 %       | 142          |
| 2  | Côte de Thon               | 85,7         | 1200      | 6,9 %     | 107,9        |
| 3  | Côte de Groynne            | 94,9         | 2100      | 5 %       | 98,7         |
| 4  | Côte de Haut-Bois          | 100,4        | 1200      | 7,9 %     | 94,4         |
| 5  | Côte de Gives              | 114,7        | 1400      | 7,7 %     | 78,9         |
| 6  | Muro de Huy                | 130          | 1300      | 10,2 %    | 63,6         |
| 7  | Côte d'Ereffe              | 142,7        | 2200      | 5,6 %     | 50,9         |
| 8  | Côte du chemin des Gueuses | 152,2        | 1900      | 6,5 %     | 41,4         |
| 9  | Muro de Huy                | 161,8        | 1300      | 9,7 %     | 31,8         |
| 10 | Côte d'Ereffe              | 174,4        | 2100      | 5,6 %     | 19,2         |
| 11 | Côte du chemin des Gueuses | 183,9        | 1900      | 6,7 %     | 9,7          |
| 12 | Muro de Huy                | 193,6        | 1300      | 9,7 %     | 0            |

## Ход гонки
В самом начале гонки (на 18 км) образовался отрыв из восьми человек, состоящий из бельгийцев Сильвена Монике (Lotto-Soudal), Луиса Вервеке (Alpecin-Fenix), Сандер Арме (Qhubeka Assos), Юлиана Мертенса (Sport Vlaanderen-Baloise), итальянцев Диего Розы (Arkéa-Samsic) и Симоне Веласко (Gazprom-RusVelo), американца Алекса Хоуса (EF Education-Nippo) и нидерландца Маурица Ламмертинка (Intermarché-Wanty-Gobert Matériaux). Его преимущество достигало пяти минут. При первом пересечении финишной черты на вершине Мюр де Юи (за 63,6 км до финиша) отрыв по-прежнему насчитывал восьмерых и имел преимущество в 2 минуты и 40 секунд над пелотоном, возглавляемого сокоманднниками фаворитов.
Во время второго прохождения Мюр де Юи (за 31 км до финиша) разрыв сократился до полутора минут, а лидирующая группа потеряла трёх человек и состояла из Монике, Верваке, Арме, Ламмертинка и Хоуса. За 27 км до финиша в пелотоне произошло несколько падений. В них в частности попадают бельгиец Филипп Жильбер (Lotto-Soudal) и британец Том Пидкок (Ineos Grenadiers), но довольно быстро возвращаются в пелотон.
За 19 км до финиша, во время последнего подъёма на Côte d’Ereffe, Хоуса отпустили его четверо товарищей по отрыву, которые опережали пелотон на 30 секунд. На вершине последнего подъёма на Côte du chemin des Gueuses (за 9 км до финиша) Мауриц Ламмертинк остался единственным выжившим из отрыва и всё ещё опережал на несколько секунд внушительный пелотон, из которого пытался тщетно убежать бельгиец Тим Велленс (Lotto-Soudal).
Первым у подножия последнего подъёма на Мюр де Юи снова оказывается Ламмертинк. В пелотоне изначально темп диктовал поляк Михал Квятковски (Ineos Grenadiers). В 400 метрах до финиша, на самом крутом участке, словенец Примож Роглич (Jumbo-Visma) пошёл в атаку и сумел немного оторваться от своих соперников. Том Пидкок не смог среагировать на эту атаку. Тогда как пятикратный победитель Флеш Валонь испанец Алехандро Вальверде (Movistar Team) и действующий чемпиону мира француз Жулиану Алафилиппу (Deceuninck-Quick Step) последовали за словенцем. Алафилиппу удалось постепенно сократить отставание до словенца и обогнать его на последних 100 метрах. Жулиан Алафилипп первым пересёк финишную черту, одержав тем самым на Флеш Валонь третью победу за последние четыре года.

## Результаты
| \| Генеральная классификация \| Генеральная классификация \| Генеральная классификация \| Генеральная классификация \| Генеральная классификация \| \| Гонщик \| Гонщик \| Команда \| Время \| \| \| ------------------------- \| ------------------------- \| ------------------------- \| ------------------------- \| ------------------------- \| \| 1-й \| Жюлиан Алафилипп \| Deceuninck-Quick Step \| 4ч 36' 25 \| \| \| 2-й \| Примож Роглич \| Jumbo-Visma \| + 0 \| \| \| 3-й \| Алехандро Вальверде \| Movistar Team \| + 6 \| \| \| 4-й \| Майкл Вудс \| Israel Start-Up Nation \| + 8 \| \| \| 5-й \| Уоррен Баргиль \| Arkéa-Samsic \| + 11 \| \| \| 6-й \| Том Пидкок \| Ineos Grenadiers \| + 11 \| \| \| 7-й \| Давид Годю \| Groupama-FDJ \| + 11 \| \| \| 8-й \| Эстебан Чавес \| Team BikeExchange \| + 11 \| \| \| 9-й \| Ричард Карапас \| Ineos Grenadiers \| + 11 \| \| \| 10-й \| Максимилиан Шахман \| Bora-Hansgrohe \| + 16 \| \| |                     |                        |           |
| |                     |                        |           |
| Источник: ProCyclingStats |                     |                        |           |
| Генеральная классификация |                     |                        |           |
| Гонщик | Гонщик              | Команда                | Время     |
| 1-й | Жюлиан Алафилипп    | Deceuninck-Quick Step  | 4ч 36' 25 |
| 2-й | Примож Роглич       | Jumbo-Visma            | + 0       |
| 3-й | Алехандро Вальверде | Movistar Team          | + 6       |
| 4-й | Майкл Вудс          | Israel Start-Up Nation | + 8       |
| 5-й | Уоррен Баргиль      | Arkéa-Samsic           | + 11      |
| 6-й | Том Пидкок          | Ineos Grenadiers       | + 11      |
| 7-й | Давид Годю          | Groupama-FDJ           | + 11      |
| 8-й | Эстебан Чавес       | Team BikeExchange      | + 11      |
| 9-й | Ричард Карапас      | Ineos Grenadiers       | + 11      |
| 10-й | Максимилиан Шахман  | Bora-Hansgrohe         | + 16      |